# NGC 202

NGC 202

NGC 202 أو إن جي سي 202 هي مجرة محدبة في كوكبة الحوت. تم اكتشافها في 17 نوفمبر 1876 على يد إدوارد ستيفان.

## وصلات خارجية
- NGC 202 على موقع ويكي سكاي: DSS2, SDSS, GALEX, IRAS, Hydrogen α, X-Ray, Astrophoto, Sky Map, Articles and images
- SEDS